# Csou Jang (rövidpályás gyorskorcsolyázó)
Csou Jang (周洋, Zhou Yang) (Csangcsun (Changchun), Kína, 1991. június 9. –) olimpiai bajnok kínai rövidpályás gyorskorcsolyázónő.

## Élete
18 évesen a 2010-es vancouveri téli olimpián aranyérmet szerzett egyéniben 1500 méteren, csapatban pedig 3000 méteren. Csilin (Jilin) északkeleti tartományban született Csangcsun (Changchun) városban. Világ- és olimpiai csúcstartó 1500 méteren. Az 1000 méter középdöntőjében új világ- és olimpiai rekordot állított fel.
Csou Jang (Zhou Yang) nyolcévesen kezdett korcsolyázni, miután egy rövidpályás gyorskorcsolyázó csapat felfedezte. Dél-Koreában aranyérmes lett 2008-ban a rövidpályás gyorskorcsolyázó bajnokságon, 3000 méteren nyert. A kínaiak között a második legeredményesebb sportoló volt a 2010. évi téli olimpián.